# Svetlana Kana Radević

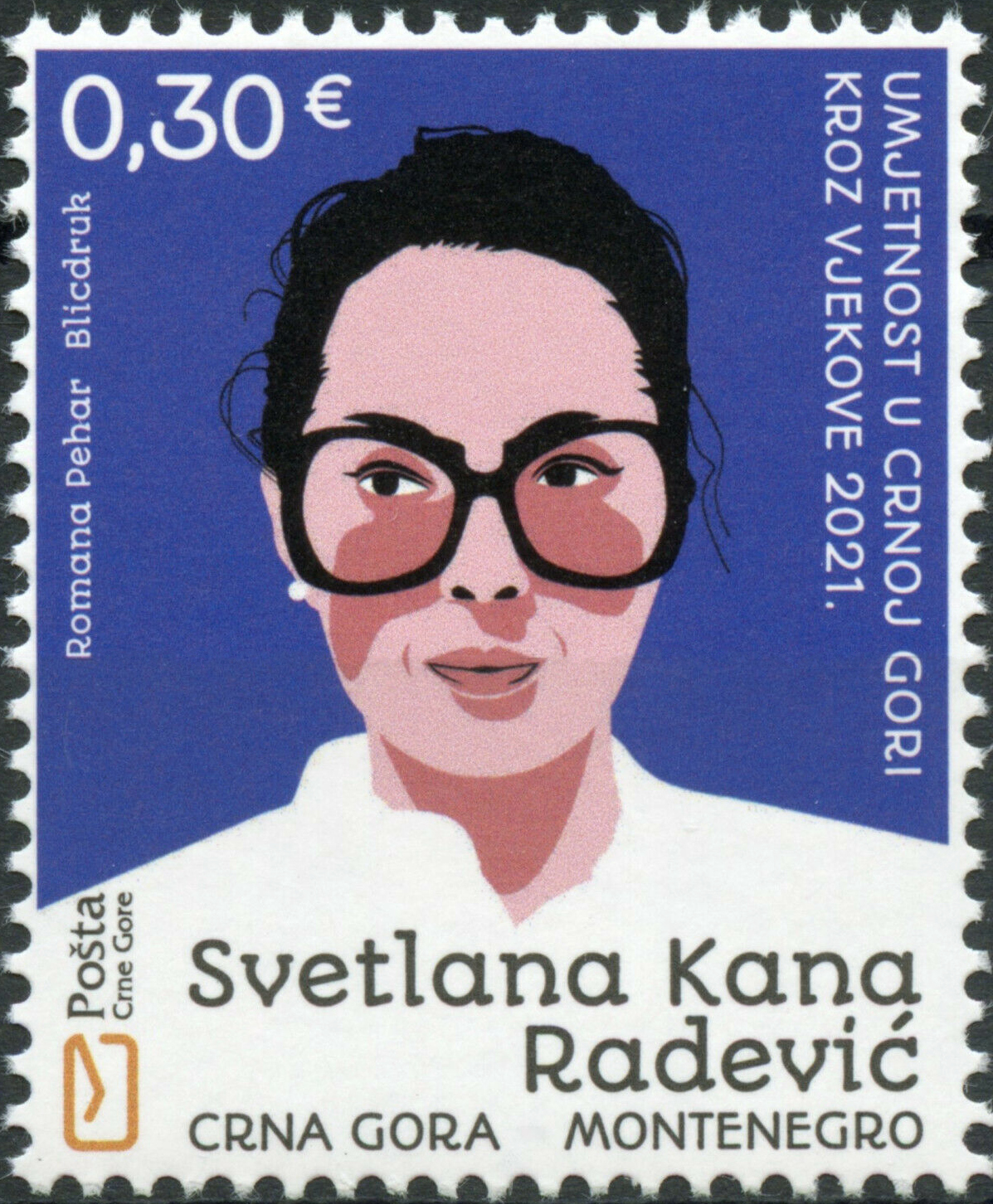
Svetlana Kana Radević auf einer montenegrinischen Briefmarke

Svetlana Kana Radević (* 21. November 1937; † 8. November 2000) war eine montenegrinisch-jugoslawische Architektin.

## Biografie
Svetlana Kana Radević wurde am 21. November 1937 in Cetinje geboren. Sie zog nach ihrem Volksschulabschluss nach Titograd (Podgorica), wo sie dann auch maturierte. An der Universität Belgrad studierte sie von 1955 bis 1963 Architektur und gleichzeitig auch Kunstgeschichte. Bereits in den ersten Jahren nach ihrem Abschluss erzielte Kana große Erfolge: Ihr Entwurf für das Hotel Podgorica gewann den ersten Preis in einem Wettbewerb. Mit 29 Jahren wurde sie für das Hotel Podgorica auch als jüngste Gewinnerin, einzige Frau und einzige montenegrinische Architektin mit dem nationalen jugoslawischen Borba-Preis für Architektur ausgezeichnet. Das Hotel wurde auch 2004 auf der Biennale von Venedig präsentiert.
1972 erhielt sie das Fulbright-Stipendium, das ihr ein Studium an der University of Pennsylvania bei Louis Kahn in den USA ermöglichte. Obwohl sie alle Kurse erfolgreich abschloss und die Sprachvoraussetzungen erfüllte, erhielt sie keinen Doktortitel, da sie ihre Dissertation nie einreichte. Ihre beruflichen Erfahrungen jedoch sammelte sie in Paris, Moskau und Japan, wo sie im Atelier des Metabolismus-Architekten Kishō Kurokawa arbeitete.
Svetlana Kana Radević war auch Mitglied der Doclean Academy of Sciences and Arts sowie der Russischen Akademie für Architektur und Bauwesen, welcher sie 1994 beitrat.  Zudem war sie Mitglied der UNESCO und des Montenegrinischen PEN-Zentrums (AIA).

## Architekturstil

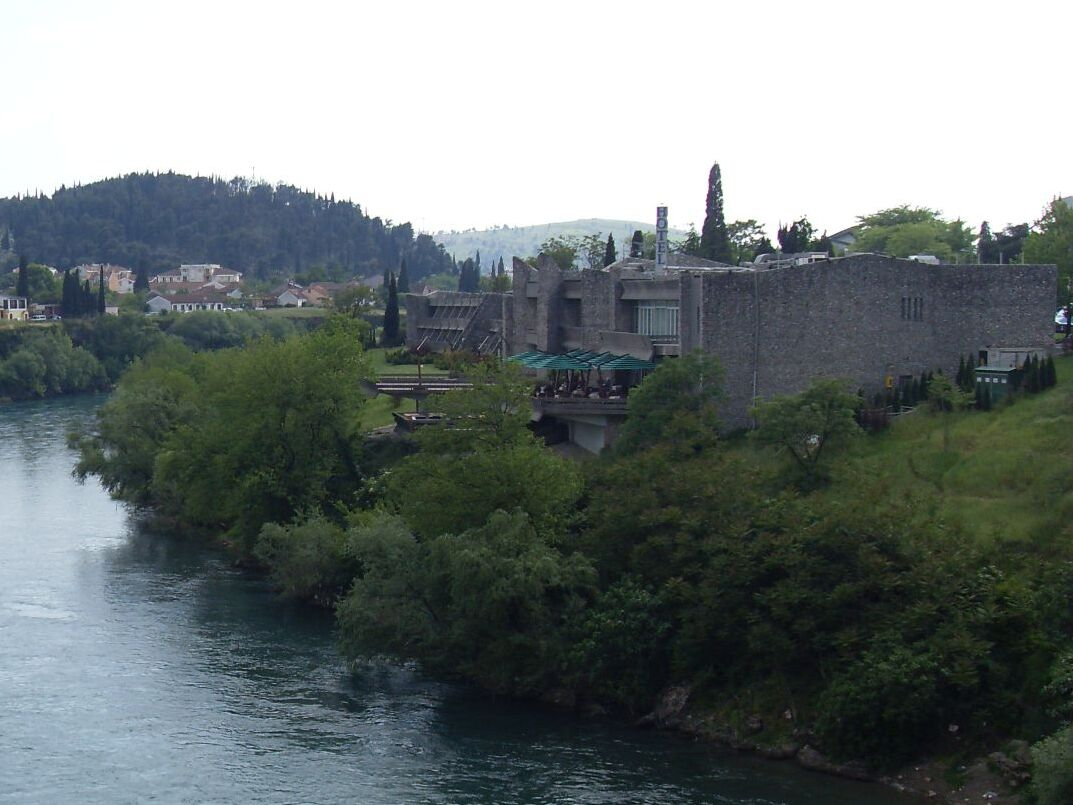
Das Hotel Podgorica am Morača-Fluss

Svetlana Kana Radević zeichnete sich durch ihren einzigartigen Stil aus, der sich durch die sorgfältige Auswahl der Materialien, die Einbindung der Bauwerke in ihre Umgebung und die beeindruckende Größe ihrer Projekte zeigte. Das Hotel Podgorica spiegelt ihren Stil wider, indem es traditionelle Baumaterialien wie Stein  und Kiesel aus dem Fluss Morača verwendet, die auf der Fassade zu sehen sind.

## Barutana Spomenik

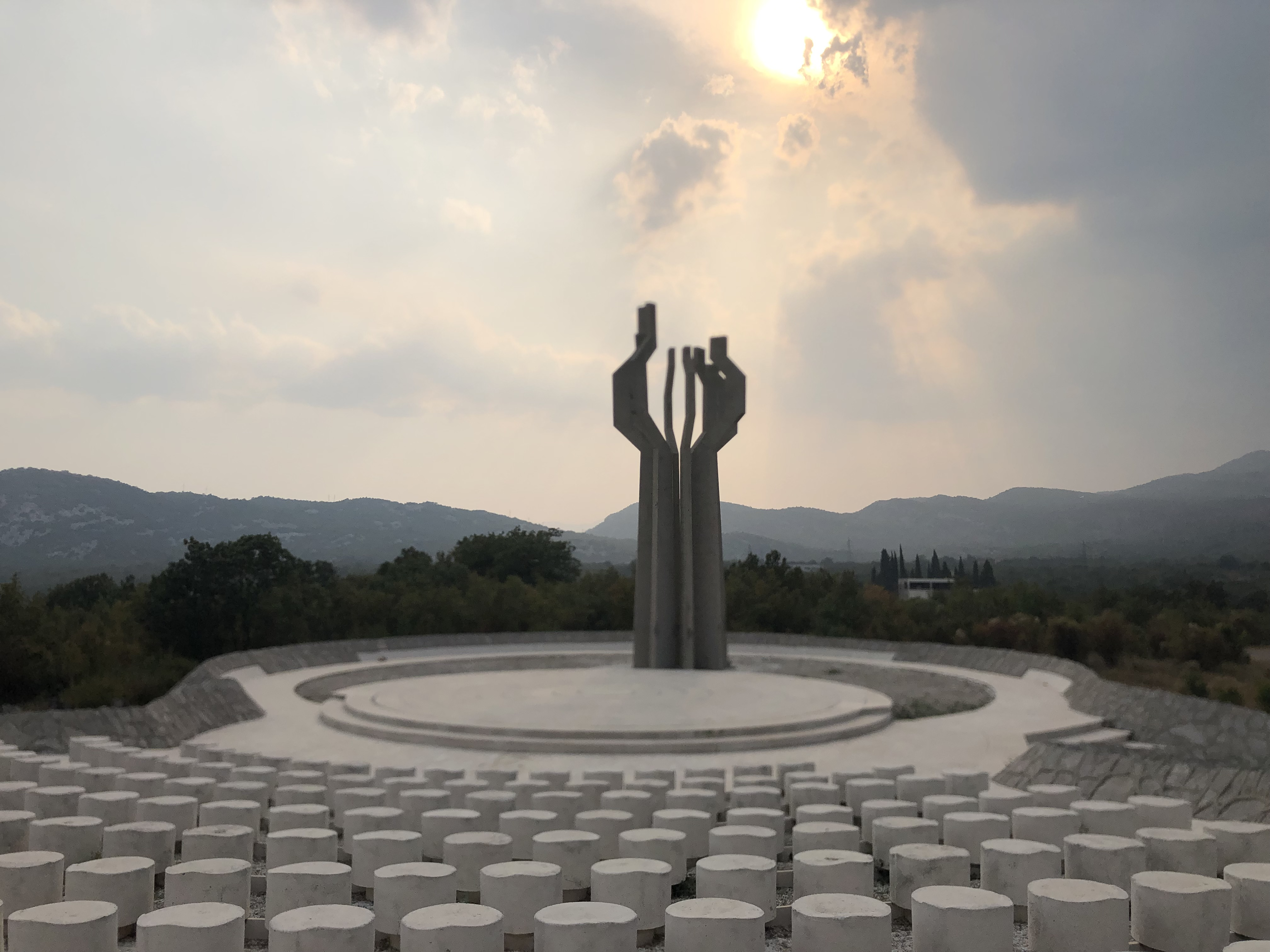
Revolutionsdenkmal Barutana

Der Wettbewerb für den Entwurf des Denkmals in Barutana (Montenegro) wurde 1975 ausgeschrieben. Trotz der offenen Ausschreibung wurden wichtige Künstler und Architekten eingeladen, darunter auch Svetlana Kana Radević, die sich zu der Zeit aufgrund ihres Masters in den USA aufhielt. Ihr Entwurf mit dem Titel „Flowers“ wurde per Post eingereicht, ging jedoch zunächst verloren, wodurch der Künstler Slobodan Bobo Slovinić vorübergehend bevorzugt wurde. Als Kanas Konzept schließlich bei den Beurteilern eintraf, überzeugte es durch seine Gestaltung und wurde zum Sieger erklärt. Das Denkmal wurde schließlich 1980 anlässlich des 35. Jahrestages des Sieges über den Faschismus feierlich eröffnet. Es spiegelt den Respekt gegenüber den Opfern des Zweiten Weltkriegs wider, unterscheidet sich jedoch von anderen Denkmälern, da es nicht nur den Gefallenen des Zweiten Weltkriegs gewidmet ist, sondern auch den Helden der Balkankriege und des Ersten Weltkriegs. Die Realisierung war eine Gemeinschaftsleistung der Bewohner der Lješanska nahija, die durch Arbeit, finanzielle Unterstützung und persönliches Engagement zum Bau beitrugen.

## Wichtigste Bauwerke
Zu den bedeutendsten Werken von Svetlana Kana Radević in Montenegro zählen das Hotel Podgorica (1967), der Busbahnhof Podgorica (1968), das Hotel Mojkovac (1968–1974), sowie das Denkmal für die gefallenen Soldaten in Barutana (1975). Außerhalb Montenegros realisierte sie das Hotel Zlatibor in Užice, Serbien (1981).